# Louisa Daniell
Louisa Daniell est une philanthrope protestante anglaise du XIXe siècle qui s'est fait connaître pour son œuvre missionnaire et sociale auprès des soldats en garnison  à Aldershot, au Royaume-Uni. Son œuvre fut étendue à plusieurs des principales villes de garnison anglaise par sa fille Georgiana Daniell.

## Biographie

### Jeunesse et famille
Louisa Daniell (née Drake) naît à Bath dans le Somerset en 1808 ou 1809, et devient orpheline peu après sa naissance.
Elle épouse le 29 mai 1834 à Woodchester dans le Gloucestershire Frederick Daniell, lieutenant au 18e bataillon du régiment d'infanterie indigène de Madras (en). Elle l'accompagne en Inde où ils ont deux enfants. Pendant son séjour en Inde, Louisa tient des réunions de prière et participe à des campagnes d'évangélisation en Inde.
Son époux meurt le 3 avril 1837 à Kotagiri et la famille rentre en Angleterre. Louisa Daniell et ses enfants s'installent d'abord dans les Midlands. Son fils, Frederick William Daniell, est élève à la Rugby School, et sa fille, Georgiana Fanny Shipley Daniell (1835-1894) fait ses études à Brighton. Profondément émue par le nombre de vagabonds démunis qu'elle voyait dans les rues de Rugby, Louisa Daniell créa cinq missions en cinq ans dans la région. Elle y aménage des salles de lecture et des cours de couture, distribue des tracts religieux et organise des lectures de la Bible afin « sauver des âmes et contrecarrer la propagation du catholicisme romain »,,.
En 1861, Louisa habite avec sa fille à Ventnor sur l'île de Wight.

### Œuvre à Aldershot

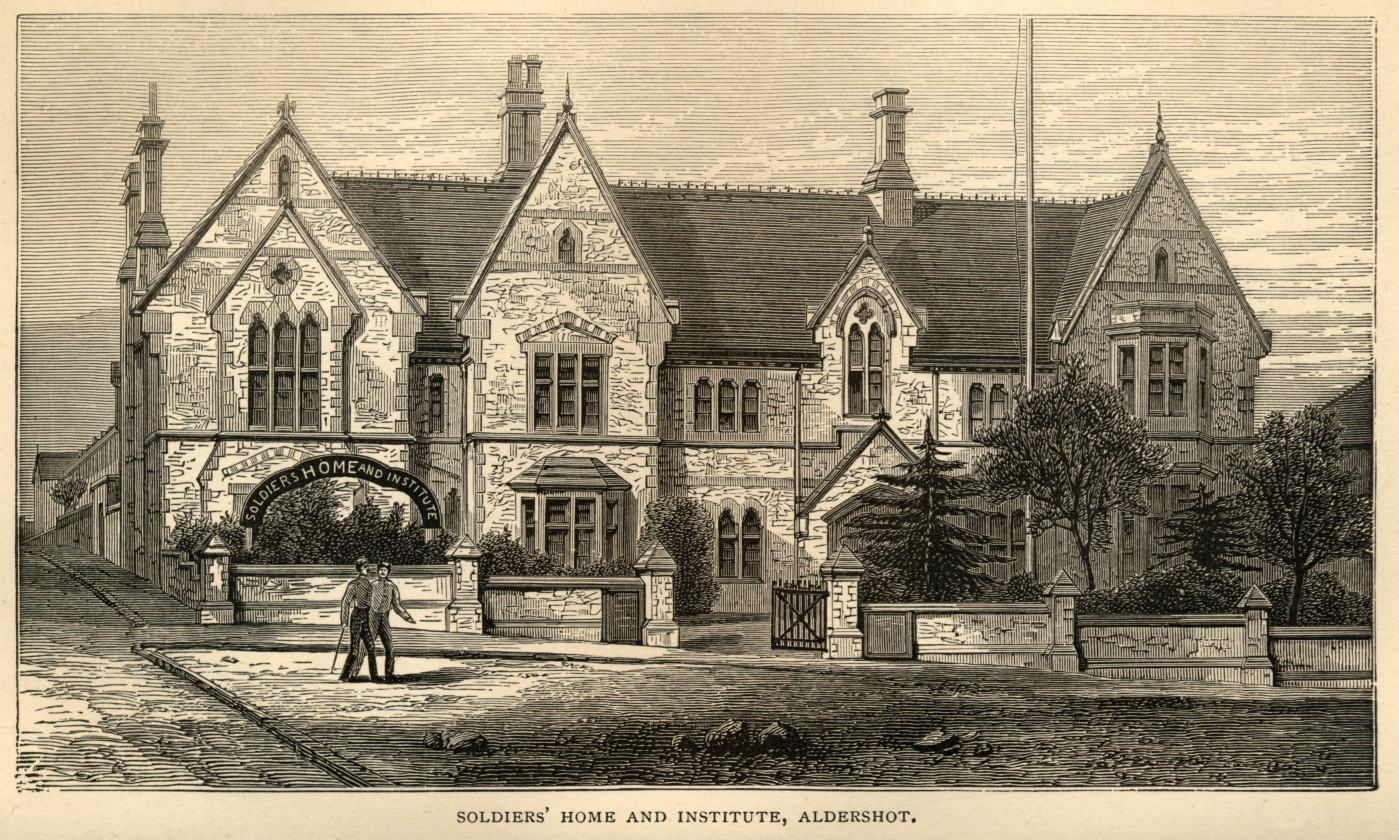
The Soldiers' Home and Institute en 1877.

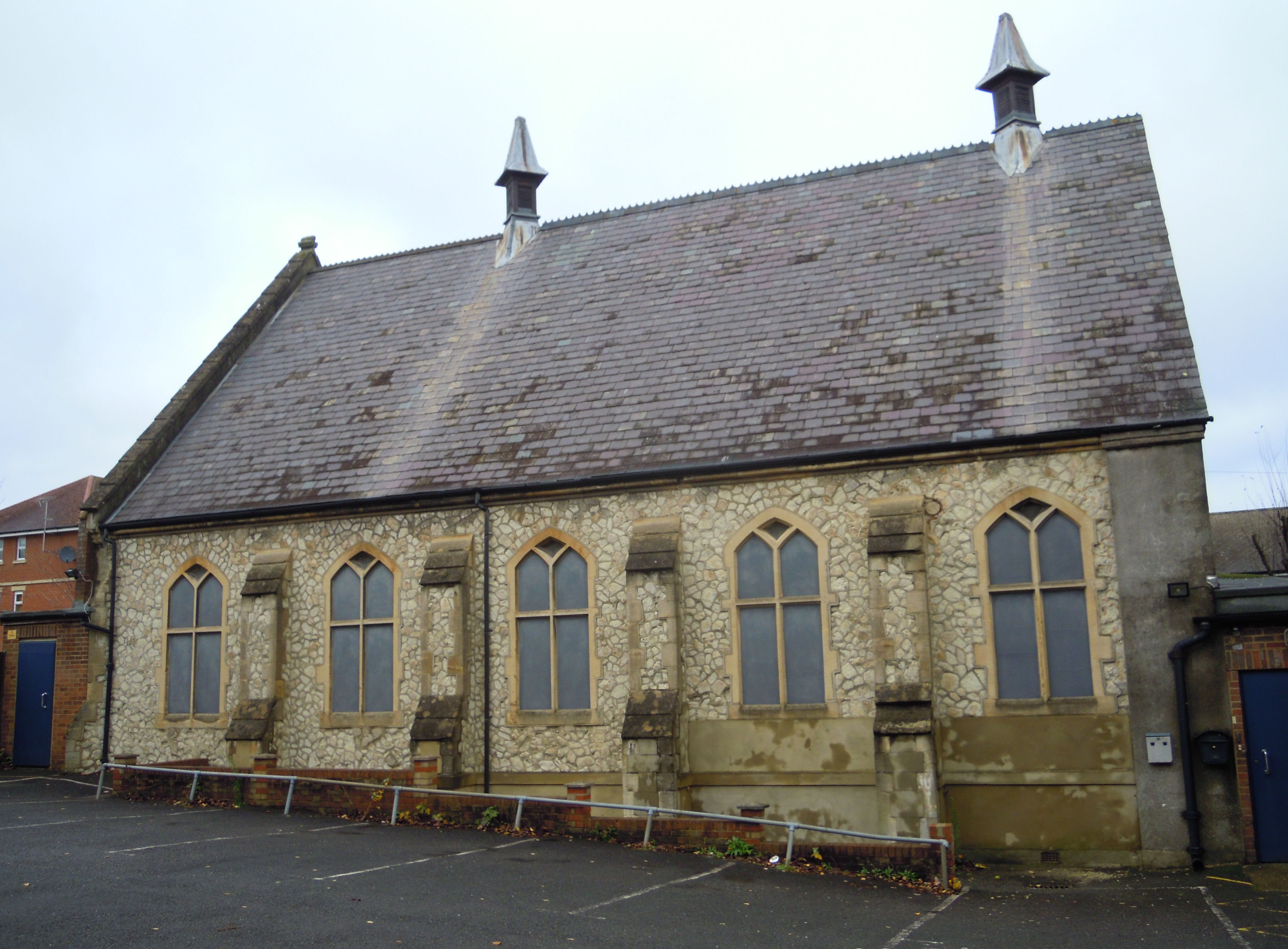
La grande salle du Soldiers' Home, seule partie subsistante de l'ancien bâtiment, utilisé à présent par des loges maçonniques.

Aldershot était à l'époque une ville de garnison qui offrait peu de distractions aux 15 000 soldats qui y étaient casernés. Le camp militaire comptait 18 cantines où l'on servait de la bière, et la ville offrait en outre 25 pubs et 47 brasseries, dont la plupart étaient également des maisons closes où les maladies étaient fréquentes. (Louisa Daniell devait décrire Aldershot par la suite comme « l'un des bastions de Satan ».)
Le travail de Louisa Daniell à Rugby avait attiré l'attention du secrétaire de la County Towns Mission Society, M. Wilson, qui suggéra à Louisa d'« adopter Aldershot » et d'y « travailler de la même manière que ses postes de mission existants ».
Celle-ci accepte et s'installe à Aldershot avec sa fille en avril 1862 avec l'intention de créer un lieu de loisirs et de détente pour les soldats autre que les maisons publiques et les saloons. Avec l'aide et les conseils de certains des grands philanthropes évangéliques de l'époque, notamment Lord Shaftesbury, elle loue une maison à Artillery Terrace en octobre 1862 et l'aménage en salle de mission et de lecture, pour offrir des loisirs sains aux soldats tant sur le plan de leur bien-être que sur le plan spirituel. La construction de sa salle de mission permanente, de son foyer pour soldats et de son institut situés sur Barrack Road débute en février 1863 sur un terrain offert par M. Eggar, un homme d'affaires local. Les bâtiments sont officiellement inaugurés le 11 octobre 1863 par Lord Shaftesbury. Ce bâtiment de style élisabéthain comportait un amphithéâtre pouvant accueillir jusqu'à 500 personnes pour les services religieux, un bar à thé et à café, un fumoir et une salle de jeux, une salle de lecture où l'on trouvait des journaux et une bibliothèque de prêt, ainsi qu'une salle de classe pouvant accueillir 150 personnes. A l'étage se trouvait le salon destiné aux officiers et à leurs familles, tandis que d'autres pièces étaient consacrées à une cuisine et à des logements,.
Lors de l'ouverture du foyer, il ne fut pas jugé approprié que des femmes soient responsables de cet endroit et y habitent et un conseil de gestion, composé d'officiers et de leurs épouses, de représentants de la ville et d'une petite équipe de bénévoles a été nommé pour le diriger le foyer. Cette organisation n'ayant pas bien fonctionné, Mme Daniell et sa fille reviennent à Aldershot en 1864. Elles y resteront jusqu'à la fin de leurs jours.
Une société de tempérance, faisant la promotion de l'abstinence totale en matière d'alcool, a été créée en 1863 et en moins d'un an, elle comptait 500 membres, et malgré de nombreux échecs temporaires ou définitifs parmi les membres, elle organisait des réunions régulières et décernait des médailles aux hommes qui respectaient leur engagement.
Outre les soldats, le foyer visait aussi à aider leurs épouses. À cette époque, les femmes de soldats étaient soit « à l'effectif », c'est-à-dire que l'armée leur fournissait une nourriture et un logement de base, soit « hors effectif », c'est-à-dire qu'elles ne recevaient rien et que leurs maris devaient subvenir à leurs besoins malgré leurs faibles salaires. Il en résultait une extrême pauvreté dans le West End (banlieue ouest) d'Aldershot, où beaucoup de ces femmes vivent avec leurs enfants. Pour les aider, Louisa Daniell organisait des réunions de mères et des cours de couture. Les femmes pouvaient ensuite vendre les vêtements qu'elles avaient fabriqué au Mission Hall, ce qui leur permettait de gagner trois ou quatre shillings par semaine. Mme Daniell a également mis en place un club d'épargne hebdomadaire pour les épouses, où elles pouvaient mettre de côté de petites sommes pour payer des vêtements, des chaussures et d'autres produits de première nécessité.
Pour les enfants, Mme Daniell créa une « fanfare de l'espoir », qui leur proposait des activités et une éducation de base. En 1868, elle reprit le Wellington Arms, un établissement public vacant situé du West End, dont la salle de danse pouvait être utilisée comme salle de classe. Entre 50 et 60 enfants âgés de 6 à 12 ans y recevaient une éducation de base en lecture et en écriture, dispensée par des femmes du Mission Hall.

### Fin de vie
Mme Louisa Daniell meurt des suites d'un cancer du sein le 16 septembre 1871 à son domicile, Eastwick House à Great Malvern. Son corps repose d'abord au Aldershot Mission Hall avant d'être enterré au cimetière militaire d'Aldershot avec une escorte de Royal Engineers (génie militaire britannique). Elle est l'une des rares civils inhumés dans ce cimetière militaire. Sa succession fut évaluée à moins de 450 livres sterling.

## Poursuite de l’œuvre

### Georgiana Daniell
Georgiana Fanny Shipley Daniell (20 mai 1835 - 24 juin 1894) était née à Madras en Inde au foyer de Louisa Daniell et du capitaine Frederick Daniell. Accompagnant sa mère veuve dans toutes les épreuves de sa vie, puis dans son œuvre, elle ne sa maria jamais et était connue sous le nom de Miss Daniell à Aldershot.
Elle poursuit et développe l'œuvre de sa mère, pendant 23 ans, récoltant 30 000 livres sterling pour ouvrir d'autres foyers du soldat sur le modèle de celui d'Aldershot. Ce fut le cas à Weedon (1873), Colchester (1873), Manchester (1874), Plymouth (1874), Chatham (1876) et Londres (1890). En raison de son engagement sans faille en faveur des soldats et de leur famille, elle est surnommée « l'amie des soldats ». Elle encourage également les activités missionnaires à l'étranger<ref=ODNB/>,.
Georgiana Daniell meurt dans le Mission Hall and Soldiers' Home de Barrack Road à Aldershot des suites d'une grippe le 24 juin 1894. Le 29 juin, son cercueil fut transporté sur un affût de canon pour être enterré avec sa mère au cimetière militaire d'Aldershot.

### Kate Henson
Miss Kate Hanson (1834-1913), l'une des travailleuses bénévoles du foyer d'Aldershot, avait secondé Georgiana Daniell fidèlement pendant de nombreuses années. Elle lui succède et poursuit son travail pendant 19 ans en tant que surintendante honoraire de toutes les maisons de soldats de Mrs Daniell. Elle décède d'une insuffisance cardiaque le 22 avril 1913, à l'âge de 79 ans.

## Devenir des bâtiments et de l’œuvre

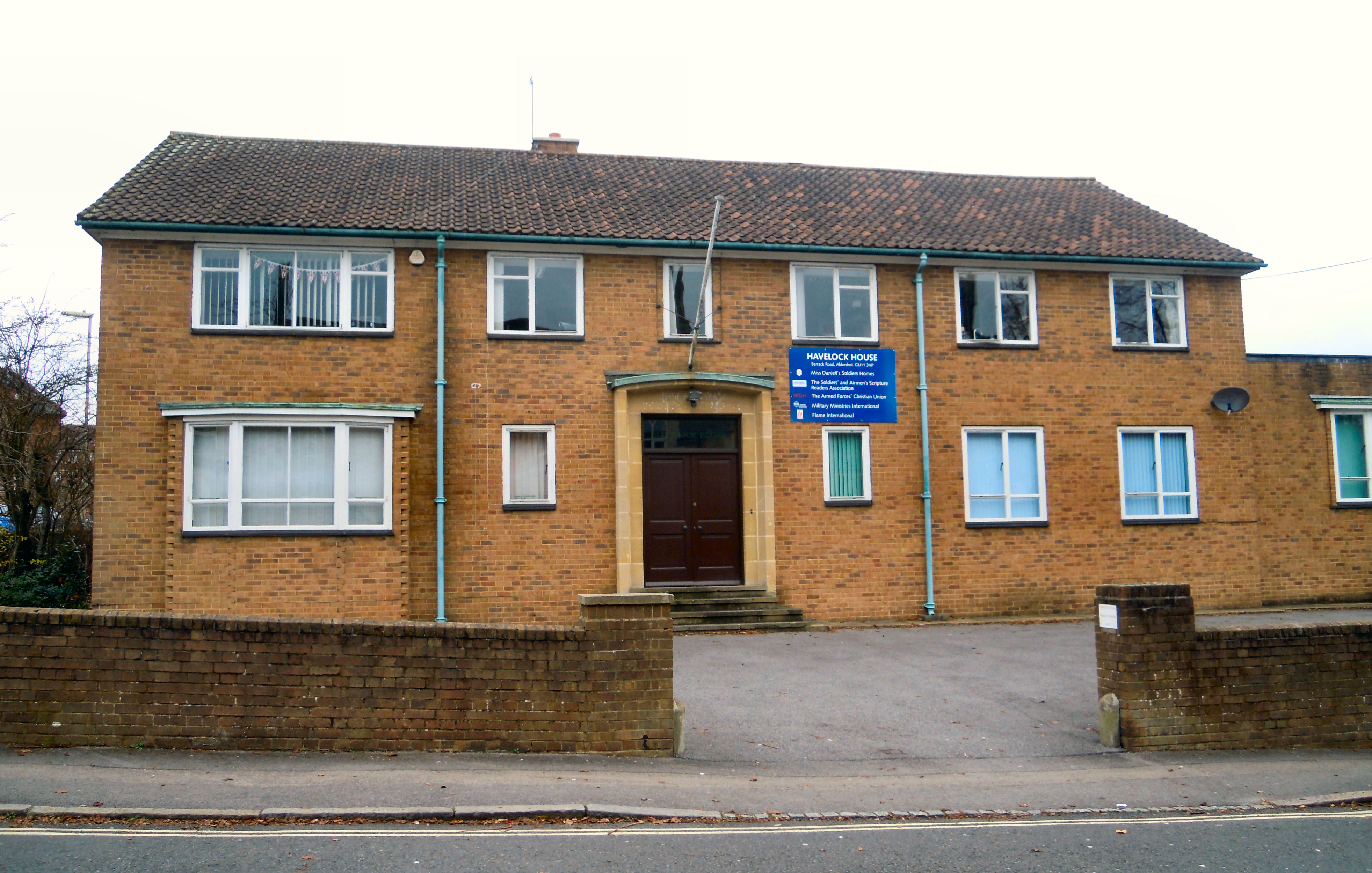
Havelock House in Aldershot opened in 1963 on the site of Miss Daniell's Soldiers' Home

Une grande partie du foyer du soldat de Miss Daniell, située dans Barrack Road à Aldershot, a été démolie en 1958, ne laissant que trois murs et un toit de la salle principale où se tenaient les services religieux. En 1962, les francs-maçons d'Aldershot ont adopté et réhabilité ce bâtiment pour en faire une salle maçonnique. Ils bénéficient d'un bail de 99 ans à partir de novembre 1962 et c'est aujourd'hui un lieu de réunion pour douze loges maçonniques et organisations associées.
Un nouveau foyer pour soldats, Havelock House, a été construit sur le site de l'ancien Home and Institute et a été inauguré par Elizabeth II en 1963 à l'occasion du centenaire du Miss Daniell's Soldiers' Home d'origine. Aujourd'hui, c'est le siège de la Soldiers' and Airmen's Scripture Reading Association (SASRA), qui est l'administrateur des Miss Daniell's Soldiers' Homes, une organisation caritative enregistrée dans le but de « répandre l'Évangile de Jésus-Christ au personnel de l'armée britannique en lui fournissant une subsistance physique et spirituelle ».